# Динозавроморфи
Динозавроморфите (Dinosauromorpha) са клад животни от клас Влечуги (Reptilia).
Таксонът е описан за пръв път от Майкъл Бентън през 1984 година.

## Семейства
- Lagerpetidae
- Lagosuchidae